# Oreotragus
Tribu
Genre
Oreotragus est un genre d'antilopes de la famille des Bovidae. Il ne comprend traditionnellement qu'une seule espèce, l'Oréotrague (Oreotragus oreotragus), et bien que certains auteurs aient donné un statut d'espèces distinctes à plusieurs sous-espèces, cette position ne fait pas consensus. Oreotragus était historiquement rapproché d'autres antilopes de petite taille à cornes courtes pour former la tribu de Neotragini. Les études phylogénétiques ont désavoué cette classification et le genre est désormais considéré comme l'unique représentant de sa propre tribu, les Oreotragini.